# Chrysochloa
Chrysochloa là một chi thực vật có hoa trong họ Hòa thảo (Poaceae).

## Loài
Chi Chrysochloa gồm các loài: